# Едвардсвил (Алабама)
Едвардсвил (енгл. Edwardsville) град је у америчкој савезној држави Алабама. По попису становништва из 2010. у њему је живело 202 становника.

## Демографија
Према попису становништва из 2010. у граду је живело 202 становника, што је 16 (8,6%) становника више него 2000. године.
| Група             | 2000.       | 2010.       |
| Белци             | 182 (97,8%) | 198 (98,0%) |
| Афроамериканци    | 1 (0,5%)    | 1 (0,5%)    |
| Азијати           | 0 (0,0%)    | 0 (0,0%)    |
| Хиспаноамериканци | 1 (0,5%)    | 0 (0,0%)    |
| Укупно            | 186         | 202         |